# Ojo
El ojo es un órgano visual que percibe la luz y la convierte en impulsos electroquímicos que viajan a través de neuronas por el nervio óptico. En organismos superiores, el ojo es un sistema óptico complejo que capta la luz de los alrededores, regula su intensidad a través de un diafragma (iris), enfoca el objetivo gracias a una estructura ajustable de lentes (cristalino) para formar la imagen, que luego convierte en un conjunto de señales eléctricas que llegan al cerebro a través de rutas neuronales complejas que conectan, mediante el nervio óptico, el ojo a la corteza visual y otras áreas cerebrales.

## Evolución

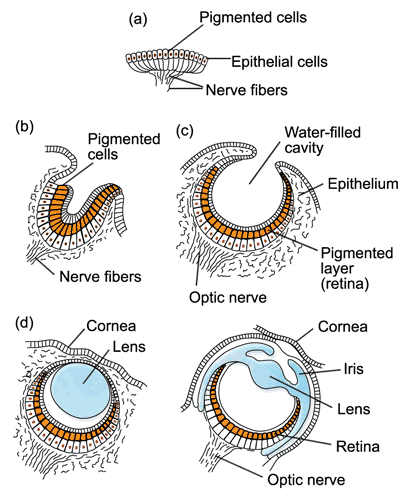
Fases en la evolución del ojo.
(a) Sitio pigmentado.
(b) Simple cúmulo de pigmentos.
(c) Una cavidad óptica encontrada en haliótidos.

Desde que Charles Darwin describió la evolución de los seres vivos hasta el presente, se ha comprendido mucho mejor el origen del ojo. El estudio de la evolución del órgano de la visión a través de los registros fósiles es problemático debido a que los tejidos blandos no suelen dejar restos visibles. Desde la década de 1960 se había creído que los diferentes tipos de ojos de los seres vivos se habían desarrollado independientemente, sin embargo la evidencia actual proveniente de la genética y la anatomía comparada ha respaldado cada vez más la idea de un ancestro común que ha dado origen a los diferentes tipos de ojos de los animales.

Los ojos de los vertebrados (ver imagen, a la izquierda) e invertebrados como el pulpo (derecha) evolucionaron independientemente: los vertebrados evolucionaron una retina invertida con un punto ciego sobre su papila óptica, mientras que los invertebrados evitaron esta pequeña ceguera con una retina no invertida.

## Invertebrados

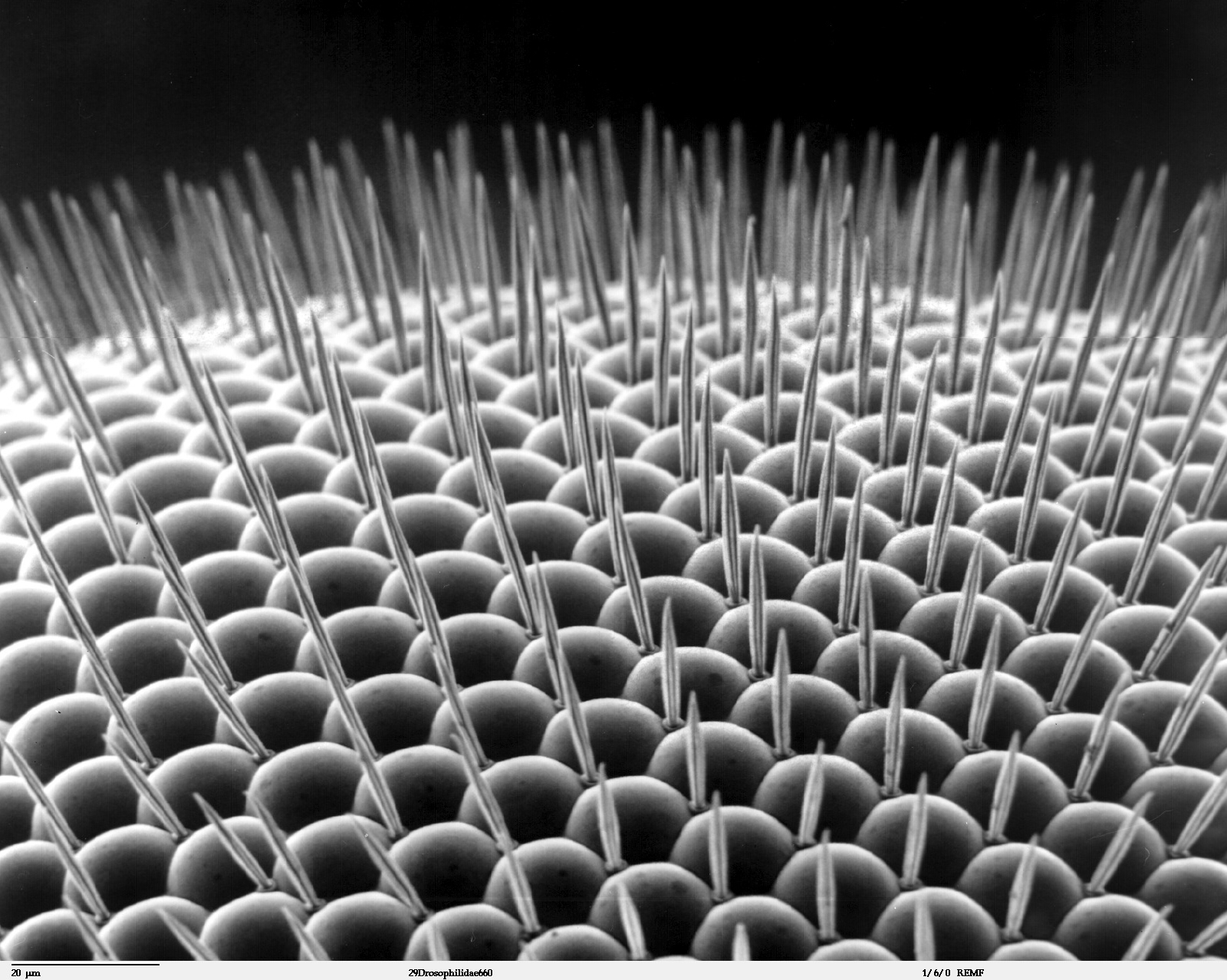
Imagen al microscopio del ojo de un insecto en la que se visualizan los omatidios.

Los invertebrados pueden presentar en general dos tipos de ojos: ojos simples, a veces llamados ocelos, y ojos compuestos. Solo en algunos grupos, como los cefalópodos o las arañas saltadoras, existen órganos visuales muy desarrollados que se aproximan a los de los vertebrados.
- Los ojos simples u ocelos son pequeñas cavidades con una sencilla retina y cubiertos por una córnea transparente. Su rendimiento óptico es muy limitado.
- Los ojos compuestos están constituidos por múltiples elementos equivalentes, llamados omatidios, que se agrupan de tal forma que cada uno apunta en una dirección diferente y entre todos cubren un ángulo de visión más o menos amplio.

Cada omatidio es una estructura independiente que contiene varias células sensibles a la luz, situadas detrás de elementos ópticos transparentes que cumplen la función que la córnea y el cristalino desempeñan en los ojos de los vertebrados. En el sistema nervioso se reúne toda la información de los diferentes omatidios y se forma una única imagen.
Debido a la pequeñez de la lente, este tipo de ojo tiene escasa capacidad de resolución, aunque son muy sensibles a los cambios de iluminación y al movimiento. En algunos casos son capaces de percibir los colores y la polarización de la luz.

### Moluscos

#### Cefalópodos
El ojo de los cefalópodos está muy desarrollado, es muy similar al de los vertebrados, y es un excelente ejemplo de convergencia evolutiva, es decir, ha llegado a una forma y función muy próxima a la de los vertebrados mediante un proceso evolutivo diferente. Puede alcanzar un tamaño considerable en Architeuthis (calamares gigantes), en los que se han medido ojos de 25 cm de diámetro.
Está compuesto de córnea, cristalino, iris (que regula la cantidad de luz que penetra en el mismo) y retina. El cristalino facilita el enfoque moviéndose hacia delante o hacia atrás, mediante un mecanismo similar al de los peces. La retina se diferencia de la de los mamíferos en que no posee un punto ciego, pues las fibras nerviosas surgen directamente en la parte de atrás de la misma. El órgano es inmóvil, no dispone de músculos externos que puedan movilizarlo, como en los mamíferos.

### Artrópodos
Los artrópodos son uno de los grupos que presenta mayor diversidad en lo que a órganos fotorreceptores se refiere. En el grupo de los crustáceos existen diferentes variedades de morfologías, incluyendo varios tipos de ojo simple y compuesto, mientras que el grupo de los arácnidos se encuentra restringido solo a ojos simples no muy desarrollados excepto en algunas familias de arañas como Salticidae y Lycosidae.  En los insectos predominan varios tipos de ojo compuesto, aunque muchos clados presentan ojos simples llamados ocelos. Los miriapodos, por otra parte, también carecen de ojos compuestos. 

A pesar de que los ojos compuestos se consideran una característica ancestral en el grupo de los artrópodos, algunos miembros no los tienen posiblemente debido a una pérdida secundaria del carácter. En los miembros del subfilum diplopoda (milpies), pueden presentarse ojos laterales accesorios, que están ubicados al interior de la cabeza, y no se encuentran en contacto con la cutícula superficial. Estos ojos accesorios, también se pueden encontrar en otros grupos de artrópodos y se desconoce la función específica que desempeñan. 

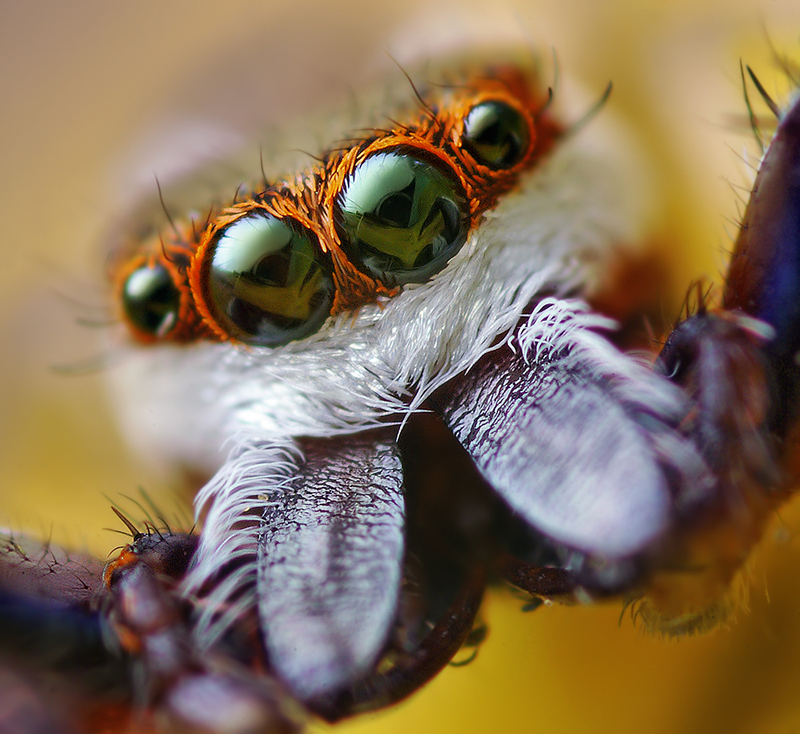
Imagen frontal de una araña saltadora en la que pueden distinguirse 4 de sus 8 ojos.

#### Arañas
Las arañas disponen por lo general de 8 ojos simples, no compuestos, como ocurre en los insectos. Cada uno de ellos tiene cristalino y retina. Su visión es relativamente pobre, pues no son capaces de distinguir las formas, sino únicamente los objetos en movimiento. Una excepción son los miembros de la familia Salticidae (arañas saltadoras), cuatro de cuyos ocho ojos se orientan frontalmente; los dos centrales son más grandes que el resto.
Los ojos de las arañas saltadoras son, como en todos los arácnidos, ojos simples, pero muy elaborados, capaces de enfocar y de moverse mediante un sistema de seis músculos en cada ojo principal que hacen posible movimientos horizontales, verticales y rotatorios que se asemejan a los del ojo humano.
Los ojos frontales proporcionan visión estereoscópica y, en asociación con los laterales, completan un campo de visión de 360°, lo que les permite a estos animales controlar todo su entorno sin moverse. Su eficaz visión es excepcional no solo entre las arañas, sino entre los artrópodos.

## Vertebrados

Esquema de la sección del ojo humano. Las características fundamentales son muy similares a las del resto de los animales vertebrados.

La estructura y el funcionamiento del ojo es muy similar en la mayoría de los vertebrados. El globo ocular es básicamente una esfera llena de un líquido transparente, llamado humor acuoso, que está compuesto por un 99 por ciento de agua. La pared está formada por tres capas: la más interna o retina, la intermedia o coroides, y la más externa, que se llama esclerótica.
Posee una lente llamada cristalino, que es ajustable según la distancia; un diafragma, que se llama pupila (cuyo diámetro está regulado por el iris), y un tejido sensible a la luz, que es la retina.
Con la excepción de los peces, anfibios y serpientes, el enfoque se consigue gracias al cambio de forma del cristalino mediante un músculo llamado músculo ciliar.
La luz penetra a través de la pupila, atraviesa el cristalino y se proyecta sobre la retina, donde se transforma, gracias a unas células llamadas fotorreceptoras, en impulsos nerviosos, que son trasladados, a través del nervio óptico, hasta el cerebro.
Los ojos de todos los vertebrados comparten un modelo de circuito retiniano común: cinco clases de neuronas, dispuestas en tres capas nucleares que flanquean dos capas sinápticas.
Los músculos extrínsecos del globo ocular son los mismos en todos los vertebrados, incluido el hombre.

### Peces
La visión en los peces posee algunas características especiales: no presentan párpados, el cristalino es esférico en lugar de biconvexo y se encuentra muy cerca de la córnea. Además, el enfoque se produce gracias a unos músculos llamados retractores que mueven el cristalino adelante o atrás en función de la distancia a la que se encuentra el objeto.

### Anfibios
La vista es el principal sentido en los anfibios. Presentan tres párpados: el superior; el inferior, que es móvil, y una membrana nictitante transparente, que recubre el globo ocular cuando el animal está sumergido. Aparecen glándulas lagrimales que son necesarias para mantener la córnea humedecida cuando se encuentran fuera del agua. La acomodación se realiza por el mismo mecanismo que en los peces, moviendo el cristalino adelante o atrás.

### Reptiles
Al igual que los anfibios, los reptiles poseen párpado superior e inferior y membrana nictitante. En las serpientes los párpados se une para formar una lentilla transparente que cubre el ojo. En algunas especies, como la tuátara, existe un tercer ojo, conocido como ojo parietal.

### Aves

Anatomía del ojo de ave.

En el ojo de las aves existen diferentes adaptaciones. El tamaño del órgano es proporcionalmente más grande respecto al cuerpo que en los mamíferos, y la acomodación tiene lugar mediante un doble mecanismo que permite cambiar la curvatura de la córnea y del cristalino.
La retina es muy rica en células fotorreceptoras, lo que hace suponer que la visión es excelente, y en algunas especies existen dos fóveas, una central y otra más periférica, como ocurre en los halcones, en las águilas y en los vencejos.
Una estructura característica de los ojos de las aves que no existe en los mamíferos es el pecten o peine ocular, un tejido que contiene una vasta red de vasos sanguíneos con apariencia de peine que, partiendo de una de las capas que forman la pared del ojo, la coroides, penetra en el humor vítreo. No se sabe qué función precisa desempeña, aunque se cree que proporciona oxígeno y nutrientes a la retina.
La mayor parte de las aves son tetracromáticas, es decir, poseen conos sensibles a cuatro colores: ultravioleta, rojo, verde y azul. Las palomas son pentacromáticas (cinco colores), mientras que los seres humanos son tricromáticos, pues solo poseen tres tipos de conos.

### Mamíferos

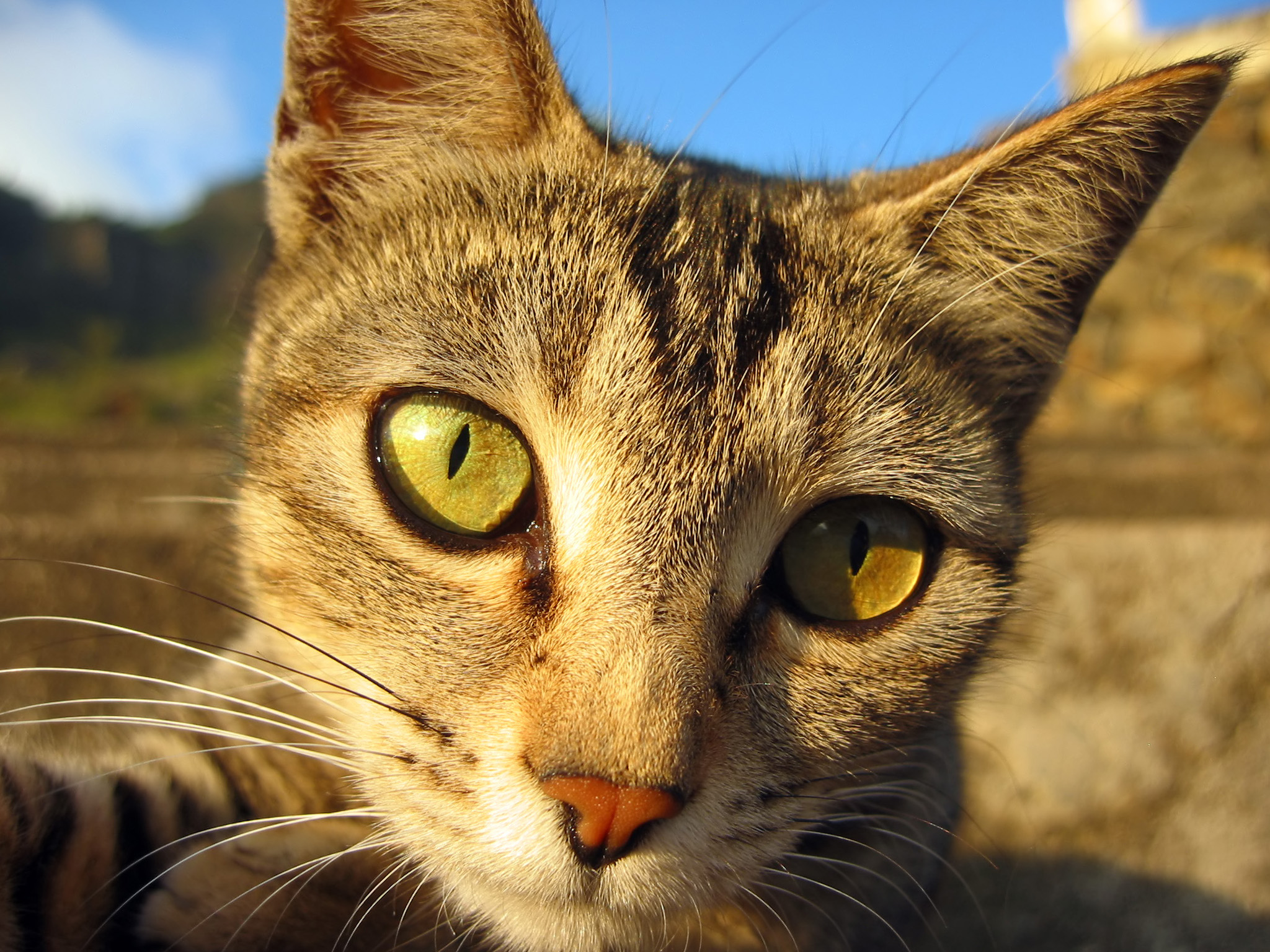
Ojos de un gato, especie particularmente adaptada a condiciones de escasa luminosidad.

La visión es un importante sentido en la mayoría de los mamíferos. La estructura del ojo es similar a la descrita en otros vertebrados. La acomodación tiene lugar únicamente por cambios en la forma del cristalino.
La visión del color está menos desarrollada que en los reptiles y en las aves. Los bastones, que son las células que permiten la visión en condiciones de baja luminosidad, son predominantes en la retina de la mayor parte de los animales de este grupo, lo cual apoya la hipótesis de que los primeros mamíferos fueron nocturnos. Los primates, las ardillas y algunas otras especies tienen mejor desarrollada la percepción de los colores que el resto del grupo.

## Fisiología

### Agudeza visual

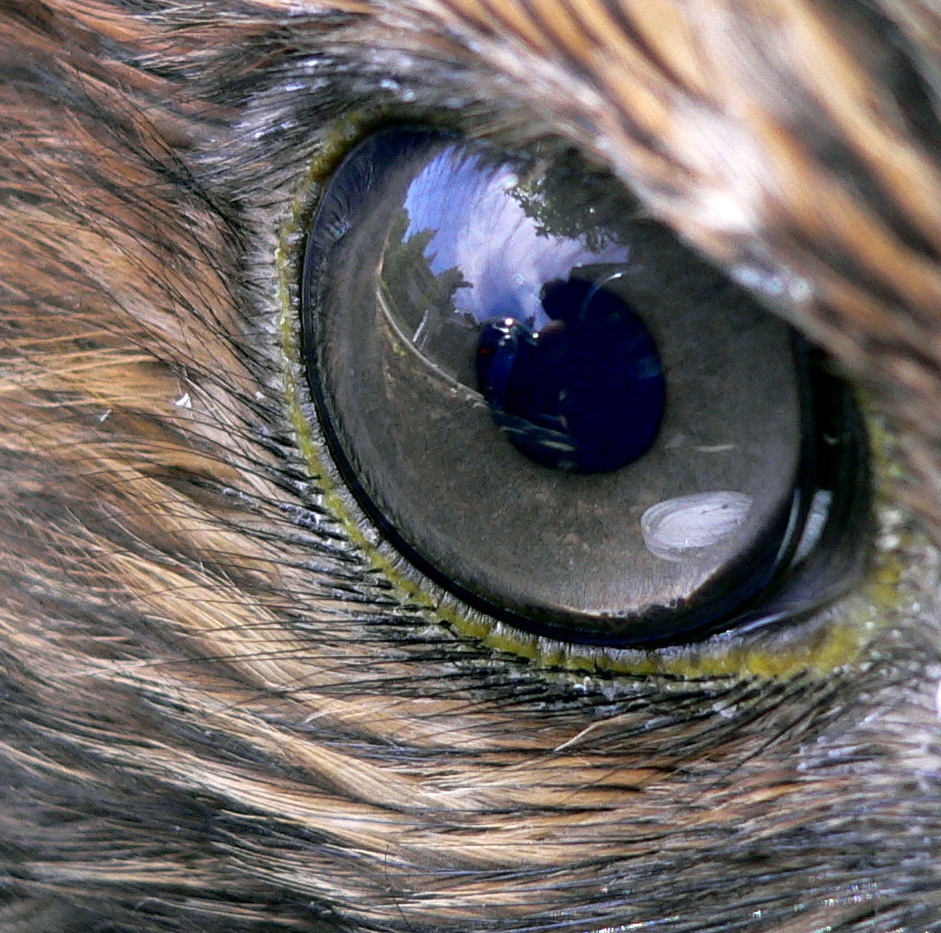
El ojo de un ratonero de cola roja.

La agudeza visual es "la capacidad de distinguir detalles" y es propiedad de las células cónicas. Para medir esta resolución óptica a menudo se utilizan los ciclos por grado.
Teóricamente, para un ojo humano con una agudeza excelente, la resolución máxima es de 50 ciclos/grado. Una rata, en cambio, presenta alrededor de 1 a 2 c/g. Un caballo tiene una agudeza superior en la mayor parte de su campo visual en comparación a una persona, pero, por otra parte, no cuenta con la alta resolución de la región de la fóvea central del ojo humano.
En un ojo compuesto, la resolución está relacionada con el tamaño de los omatidios individuales y la distancia entre sus colindantes. Físicamente, estos no tienen la capacidad de reducirse en tamaño para lograr la agudeza que se puede encontrar en ojos de vertebrados, como en mamíferos. De este modo, estos últimos cuentan con una resolución mayor que la que presentan los ojos compuestos.

### Percepción del color
"La visión del color es la facultad del organismo de distinguir luces de diferentes cualidades espectrales". Todos los organismos están restringidos a un pequeño rango del espectro electromagnético; esto varía de una criatura a otra, pero se encuentra principalmente entre longitudes de onda de 400 y 700 nm. Esta es una sección bastante pequeña del espectro electromagnético, probablemente reflejando la evolución submarina del órgano: el agua bloquea todas las ventanas del espectro excepto dos, y no ha habido presión evolutiva entre los animales terrestres para ampliar este rango.
El pigmento más sensible, la rodopsina, tiene una respuesta máxima a 500 nm. Pequeños cambios en los genes que codifican esta proteína pueden modificar la respuesta máxima en unos pocos nm; los pigmentos en la lente también pueden filtrar la luz entrante, cambiando la respuesta máxima. Muchos organismos son incapaces de discriminar entre colores, y en cambio ven en tonos de gris. La visión del color necesita una variedad de células pigmentarias que son principalmente sensibles a rangos más pequeños del espectro. En primates, geckos y otros organismos, estos toman la forma de células cónicas, a partir de las cuales evolucionaron las células bastones más sensibles. Incluso si los organismos son físicamente capaces de discriminar diferentes colores, esto no significa necesariamente que puedan percibir la variedad de pigmentos: esto solo se puede deducir con pruebas de comportamiento.
La mayoría de los organismos con visión de colores pueden detectar la luz ultravioleta. Esta luz de alta energía puede dañar las células receptoras. Con algunas excepciones (serpientes, mamíferos placentarios), la mayoría de los organismos evitan estos efectos al tener gotas de aceite absorbente alrededor de sus conos. La alternativa, desarrollada por organismos que habían perdido estas gotas de aceite en el curso de la evolución, es hacer que el cristalino sea impermeable a la luz ultravioleta; esto excluye la posibilidad de que se detecte luz ultravioleta, ya que ni siquiera llega a la retina.

## En la cultura
Respecto a las relaciones humanas, el ojo ha jugado un papel relevante en la actividad social. Del mismo modo, los ojos se han considerado estéticamente atractivos y llamativos. Estos órganos han sido retratados como de especial sensibilidad y simbolismo. A principios de siglo, la importancia de los ojos entre las personas puede verse reflejada en las donaciones de córneas: en Estados Unidos y Australia, el 30 % de las familias que aceptan donar el corazón, pulmón y riñón de un fallecido rechazan específicamente la donación de córnea o de todo el ojo. Estudios de familias de donantes del Reino Unido y encuestas al público en general de Australia, Europa y Estados Unidos muestran que cuando las familias rechazan donar ciertos órganos, estos incluyen invariablemente a los ojos.

### Religión

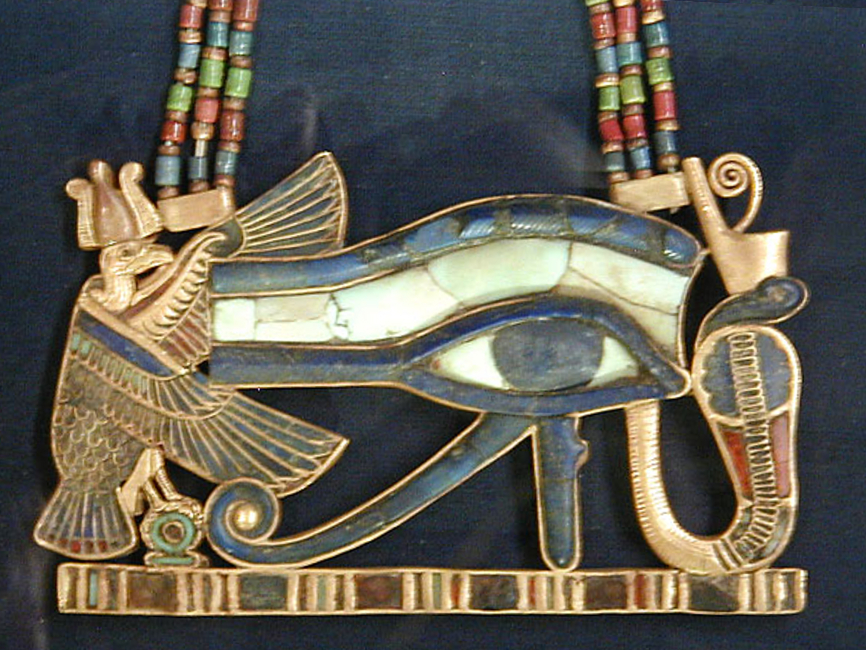
Colgante con el Ojo de Horus como motivo principal.

Desde mitologías antiguas, los ojos (tanto humanos como del mundo animal) han sido destacados como elementos sagrados y retratados con diversos simbolismos. Algunos de los más destacados son los siguientes:
- Antiguo Egipto: El Ojo de Horus es un símbolo que representa la protección, salud y recuperación. De acuerdo al mito, Horus perdió su ojo izquierdo luchando con Seth. Posteriormente fue curado por Hathor, por lo que el ojo adquirió la simbología relacionada con la curación y comenzó a utilizarse en amuletos.[25]
- Mitología griega: El animal representativo de la olímpica Atenea es el búho, que se considera la fuente de su sabiduría y juicio. La vista destacada en la noche de esta ave simboliza la capacidad de la diosa de ver "donde los demás no pueden".[26][27]
- Budismo: El tercer ojo, representado comúnmente en estatuas de Buda, refleja un concepto abstracto de la percepción de una realidad más allá de la ordinaria. De este modo, denota un estado de iluminación. De forma similar, en el hinduismo simboliza un canal hacia "el poder interno y oculto".[28]
- Cristianismo: Dentro de la simbología cristiana, el Ojo que todo lo ve representa la constante vigilancia de la deidad bíblica sobre las personas.[29]

### Gastronomía

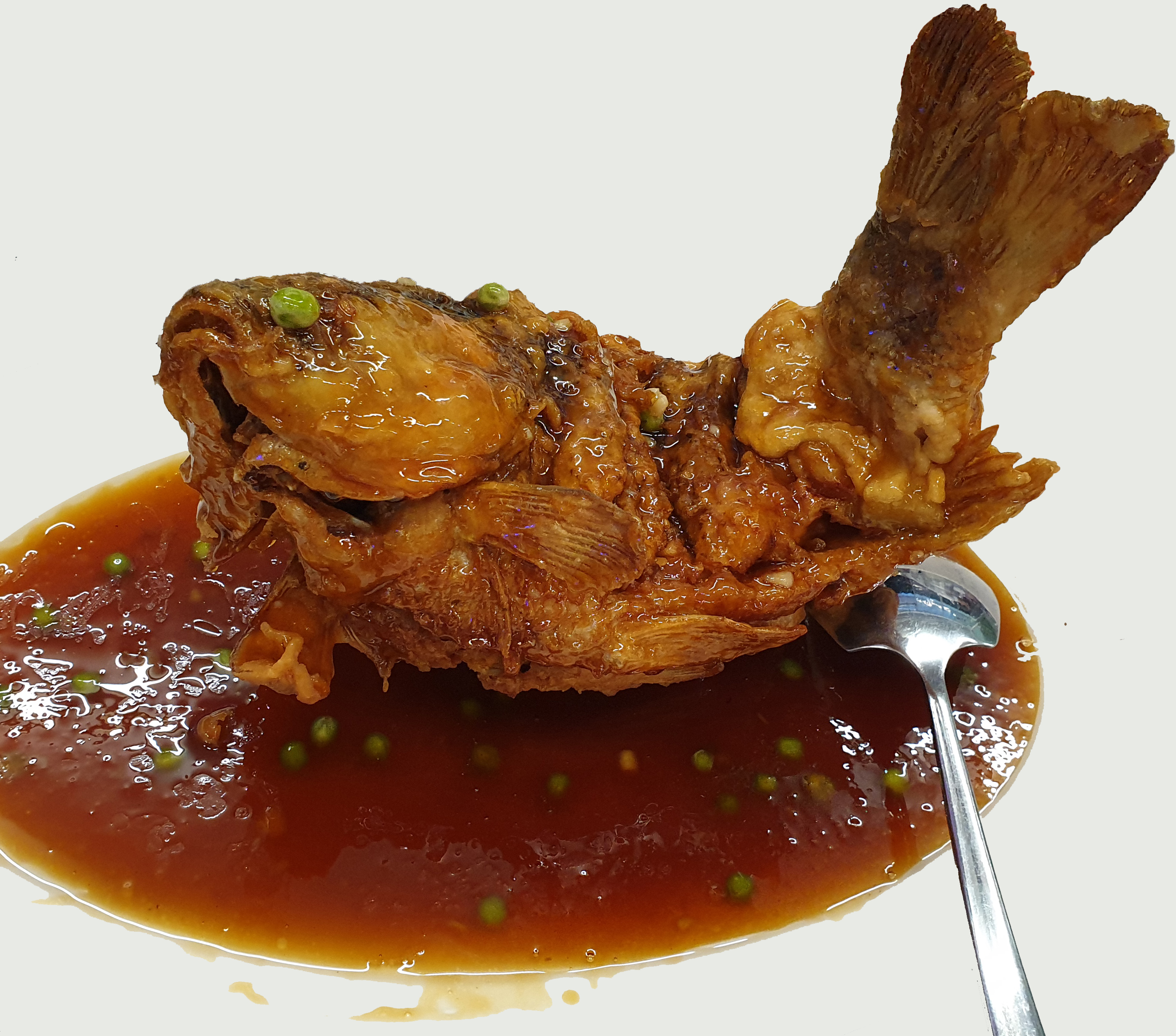
Pescado servido entero (ojos incluidos) en China.

Aunque varían según el origen, se considera que los ojos de pescado presentan sabor umami y variedad de texturas. En la esfera occidental, por norma general el consumo de globos oculares es considerado un tabú. Por otra parte, en países asiáticos cada parte del pescado se utiliza, como en Sri Lanka o en China. En este último, los cocineros suelen servir el pescado entero como plato principal, reservando los ojos para el invitado más honorable. También hay platos de sushi donde se incluyen. En Rusia, la sopa ukha se prepara con cabezas de pescado enteras, incluyendo los ojos. Otro ejemplo de consumo de estos órganos es Islandia, donde se sirve un plato llamado svið (cabeza de oveja entera hervida).